# Anomaloglossus breweri
Anomaloglossus breweri är en groddjursart som först beskrevs av Barrio-Amorós 2006.  Anomaloglossus breweri ingår i släktet Anomaloglossus och familjen Aromobatidae. IUCN kategoriserar arten globalt som sårbar. Inga underarter finns listade i Catalogue of Life.